# Rote Raben Vilsbiburg
Il Rote Raben Vilsbiburg è una società pallavolistica femminile tedesca con sede a Vilsbiburg: milita nel campionato di 1. Bundesliga.

## Storia
Nato nel 1971, il club raggiunge la 1. Bundesliga nel 1981: nove anni dopo, a seguito di una crisi societaria, la squadra retrocede e solo nel 2001 riesce nuovamente a tornare nel massimo campionato tedesco.
Dopo alcuni anni di assestamento, nel 2004 raggiunge il secondo posto in campionato, risultato ripetuto anche l'anno successivo. Il primo successo per la squadra di Vilsbiburg arriva nel 2008 con la vittoria del campionato, seguita l'anno dopo dalla prima vittoria in Coppa di Germania ed un quarto posto in Coppa CEV. Nella stagione 2009-10 vince nuovamente il campionato, mentre nella stagione 2013-14 si aggiudica per la seconda volta la coppa nazionale.

## Rosa 2021-2022
| N° | Nome              | Ruolo | Data di nascita  | Nazionalità sportiva |
| -- | ----------------- | ----- | ---------------- | -------------------- |
| 2  | Simona Dammer     | L     | 25 agosto 2002   | Germania             |
| 3  | Luisa Keller      | S     | 25 agosto 2001   | Germania             |
| 4  | Dayana Segovia    | O     | 24 marzo 1996    | Colombia             |
| 5  | Jodie Guilliams   | S     | 26 aprile 1997   | Belgio               |
| 6  | Klára Vyklická    | C     | 3 giugno 1993    | Rep. Ceca            |
| 7  | Tiffany Clark     | L     | 18 febbraio 1998 | Stati Uniti          |
| 9  | Alexis Hart       | S     | 23 maggio 1998   | Stati Uniti          |
| 11 | Josepha Bock      | C     | 23 gennaio 2000  | Germania             |
| 12 | Beta Dumančić     | C     | 20 marzo 1991    | Croazia              |
| 13 | Lara Darowski     | S     | 22 marzo 2022    | Germania             |
| 14 | Katharina Schwabe | S     | 29 aprile 1993   | Germania             |
| 16 | Lindsay Flory     | P     | 24 ottobre 1996  | Stati Uniti          |
| 18 | Magdalena Gryka   | P     | 28 marzo 1994    | Germania             |

## Palmarès
- Campionato tedesco: 2

2007-08, 2009-10
- Coppa di Germania: 2

2008-09, 2013-14